# Panamericano de Rugby 1998
El Panamericano de Rugby de 1998 fue la tercera edición de este torneo y se celebró en Buenos Aires, Argentina. Fue parte del proceso clasificatorio para la Copa Mundial de Rugby de 1999 en el que otorgaba 3 cupos directos y el último en la tabla se resignaba a un repechaje.

## Equipos participantes
- Selección de rugby de Argentina (Los Pumas)
- Selección de rugby de Canadá (Canucks)
- Selección de rugby de Estados Unidos (Las Águilas)
- Selección de rugby de Uruguay (Los Teros)

## Posiciones
| Pos. | Equipo         | Encuentros | Encuentros | Encuentros | Encuentros | Tantos  | Tantos    | Tantos     | Puntos |
| Pos. | Equipo         | jugados    | ganados    | empatados  | perdidos   | a favor | en contra | diferencia | Puntos |
| ---- | -------------- | ---------- | ---------- | ---------- | ---------- | ------- | --------- | ---------- | ------ |
| 1    | Argentina      | 3          | 3          | 0          | 0          | 161     | 52        | + 109      | 6      |
| 2    | Canadá         | 3          | 2          | 0          | 1          | 97      | 83        | + 14       | 4      |
| 2    | Estados Unidos | 3          | 1          | 0          | 2          | 59      | 99        | - 40       | 2      |
| 3    | Uruguay        | 3          | 0          | 0          | 3          | 31      | 114       | - 83       | 0      |

Nota: Se otorgan 2 puntos al equipo que gane un partido, 1 al que empate y 0 al que pierda
|  | Campeón y clasificado al Mundial 1999 |

|  | Clasificados al Mundial 1999 |

|  | A repechaje por un lugar en el Mundial 1999 |

## Resultados[3]

### Primera fecha
| 15 de agosto | Argentina | 52 - 24 | Estados Unidos | Buenos Aires Cricket and Rugby Club,                            |                                                                 |
|              |           | Reporte |                | Asistencia: 8000 espectadores Árbitro(s): Scott Young Australia | Asistencia: 8000 espectadores Árbitro(s): Scott Young Australia |

| 15 de agosto | Canadá | 38 - 15 | Uruguay | Buenos Aires Cricket and Rugby Club,                            |                                                                 |
|              |        | Reporte |         | Asistencia: 2100 espectadores Árbitro(s): David R. Davies Gales | Asistencia: 2100 espectadores Árbitro(s): David R. Davies Gales |

### Segunda fecha
| 18 de agosto | Argentina | 55 - 0  | Uruguay | Club Atlético de San Isidro,   |                                |
|              |           | Reporte |         | Árbitro(s): Chuck Muir Escocia | Árbitro(s): Chuck Muir Escocia |

| 18 de agosto | Canadá | 31 - 14 | Estados Unidos | Club Atlético de San Isidro,                                     |                                                                  |
|              |        | Reporte |                | Asistencia: 3000 espectadores Árbitro(s): Chris White Inglaterra | Asistencia: 3000 espectadores Árbitro(s): Chris White Inglaterra |

### Tercera fecha
| 22 de agosto | Argentina | 54 - 28 | Canadá | Buenos Aires Cricket and Rugby Club,                                  |                                                                       |
|              |           | Reporte |        | Asistencia: 12000 espectadores Árbitro(s): Stuart Dickinson Australia | Asistencia: 12000 espectadores Árbitro(s): Stuart Dickinson Australia |

| 22 de agosto | Estados Unidos | 21 - 16 | Uruguay | Buenos Aires Cricket and Rugby Club,                                 |                                                                      |
|              |                | Reporte |         | Asistencia: 2500 espectadores Árbitro(s): Carl Spannenberg Sudáfrica | Asistencia: 2500 espectadores Árbitro(s): Carl Spannenberg Sudáfrica |

| Bandera de Argentina |
| Campeón Argentina    |
| Tercer título        |